# 244 Sita
244 Sita è un asteroide della fascia principale del diametro medio di circa 10,95 km. Scoperto nel 1884, presenta un'orbita caratterizzata da un semiasse maggiore pari a 2,1744495 UA e da un'eccentricità di 0,1375017, inclinata di 2,84354° rispetto all'eclittica.
Stanti i suoi parametri orbitali, è considerato un membro della famiglia Flora di asteroidi.
Il suo nome è dedicato a Sītā, nell'induismo la sposa di Rāma.